# Batrachostomus harterti
El podargo de Dulit, también podargo del Dulit o podargo Dulit (Batrachostromus harterti) es una especie de ave de la familia Podargidae. Su hábitat son los bosques de montaña del norte y el centro de la isla de Borneo.

## Descripción
Es un podargo grande, de color marrón. Mide de 32 a 37 centímetros y sus alas miden de 22 a 25 centímetros. Sus partes inferiores tienen pequeñas rayas y puntos. En esta especie no existe el dimorfismo sexual.